# 李訥
李 訥（り とつ、リー・ノー、1940年8月3日 - ）は、中華人民共和国の政治家。毛沢東と江青の間に生まれた一人娘。

## 来歴
1940年8月3日、延安で生まれた。玉英小学校に入学し、北京師範大学付属女子中学校に進学した。1959年に北京大学史学部に入学し、1965年に卒業。文化大革命中に北京市平谷県党委員会第一書記、北京市党委員会第二書記を歴任。1970年代初期に結婚し、一人息子をもうけたが離婚。江青失脚後は本人も失脚し、苦しい生活を送った。その後、党中央弁公庁秘書部に職を得て、1985年に劉少奇の元警護官だった王景清と再婚。2003年には全国政治協商委員会委員となった。2008年の四川大地震の際には異母姉の李敏と連名で被災地に10万元を送った。